# Salto (logiciel)
Pour les articles homonymes, voir Salto.
Salto est un logiciel de création d'applications interactives, développé par la société Alterface.
Salto est un moteur d'interaction temps réel, il n'est absolument pas un outil de création de contenus. Il utilise des contenus existants (images, sons, films, scènes 3D) créés au moyen d'outils existants sur le marché (3D Studio Max, Adobe Photoshop, Adobe Premiere...).
Salto est un moteur logiciel qui permet de relier des senseur et des actuateurs et ainsi réaliser des applications interactives telles des bornes ou des spectacles.
D'un premier abord austère pour les non-développeurs, Salto est un outil permettant de mettre en œuvre rapidement des interactions sans devoir tout re-créer.[non neutre]

## Description du logiciel
Salto est un moteur logiciel qui se programme facilement en langage XML pour développer des applications interactives. À l'inverse d'autres outils du marché (tels que Adobe Flash ou Adobe Director), le principe de Salto est d'utiliser principalement des senseurs extérieurs, par delà le traditionnel clavier/souris. Cet outil est dès lors principalement utilisé dans le domaine ludo-éducatif, typiquement dans les musées et parcs d'attractions, pour réaliser des dispositifs d'interaction en espace physique.
Salto offre la garantie d'une séparation complète entre la technologie et le contenu (l'un et l'autre étant interchangeable). Le moteur prend en entrée un fichier au format XML qui va instancier une application particulière en lui décrivant :
- d'une part les senseurs utilisés, ainsi que le traitement du signal à leur appliquer;

- d'autre part les éléments de contenu nécessaires (ressources extérieures stockées sur le disque dur);

- et finalement l'influence des premiers sur les seconds, c’est-à-dire le scénario interactif, l'application proprement dite.

Les développeurs peuvent également créer de nouveaux plugins en langage C++ pour étendre les capacités du moteur en termes de senseurs et actuateurs.